# Lukas Simėnas
Lukas Simėnas (Klaipeda, 8 de mayo de 1996) es un jugador de balonmano lituano. Juega en la posición de lateral izquierdo en el Chênois Genève Handball.
Nacido en Klaipėda (Lituania), empezó a jugar al balonmano profesional en 2015 con el Klaipėda Dragūnas. En 2018 debutó con la selección de balonmano de Lituania. En 2020, fichó por el Balonmano Nava.

## Trayectoria
- Klaipėda Dragūnas (2015-2020)
- BM Nava (2020-2021)
- BM Los Dólmenes Antequera (8-12/2021)
- Istres Provence Handball (2021-2023)
- Chênois Genève Handball (2023- )